# 1790 aux États-Unis
Pour des articles plus généraux, voir Chronologie des États-Unis et 1790.
Chronologie des États-Unis
- 1786
- 1787
- 1788
- 1789
- 1790
- 1791
- 1792
- 1793
- 1794

Cette page concerne des événements d'actualité qui se sont produits durant l'année 1790 du calendrier grégorien aux États-Unis.

## Gouvernement
- Président : George Washington (Sans étiquette)
- Vice-président : John Adams (Pro-Administration Party)
- Secrétaire d'État intérimaire : John Jay puis Secrétaire d'État : Thomas Jefferson à partir du 22 mars
- Chambre des représentants - Président : Frederick Muhlenberg (Pro-Administration Party)

## Événements
- 8 janvier : premier Discours sur l'état de l'Union.
- 1er février : la Cour suprême des États-Unis siège pour la première fois.
- 11 février : deux membres de la Société religieuse des Amis font une pétition pour l'abolition de l'esclavage.
- 21 mars : Thomas Jefferson est choisi comme secrétaire d’État[1] du premier gouvernement de George Washington (1789–1793).

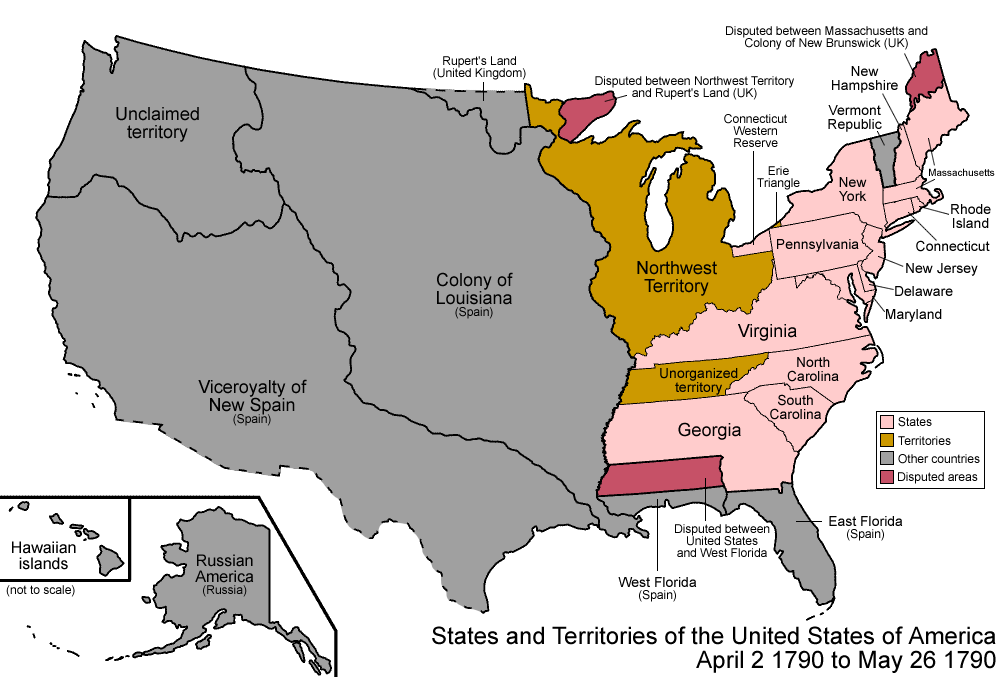
2 avril - 26 mai 1790

- 2 avril : le Congrès accepte la cession des comtés occidentaux de la Caroline du Nord. La région devient un territoire non organisé[2].
- 10 avril : le Congrès vote le Copyright Act. Cette loi protège les œuvres pour 14 ans, renouvelable une fois si l'auteur était encore en vie à l'expiration de la première période. Soumis à une demande, ce copyright fut en pratique peu exercé, avec 556 titres protégés entre 1790 et 1799 sur 13 000 titres publiés. Cette loi excluait explicitement les ouvrages étrangers du champ de sa protection.

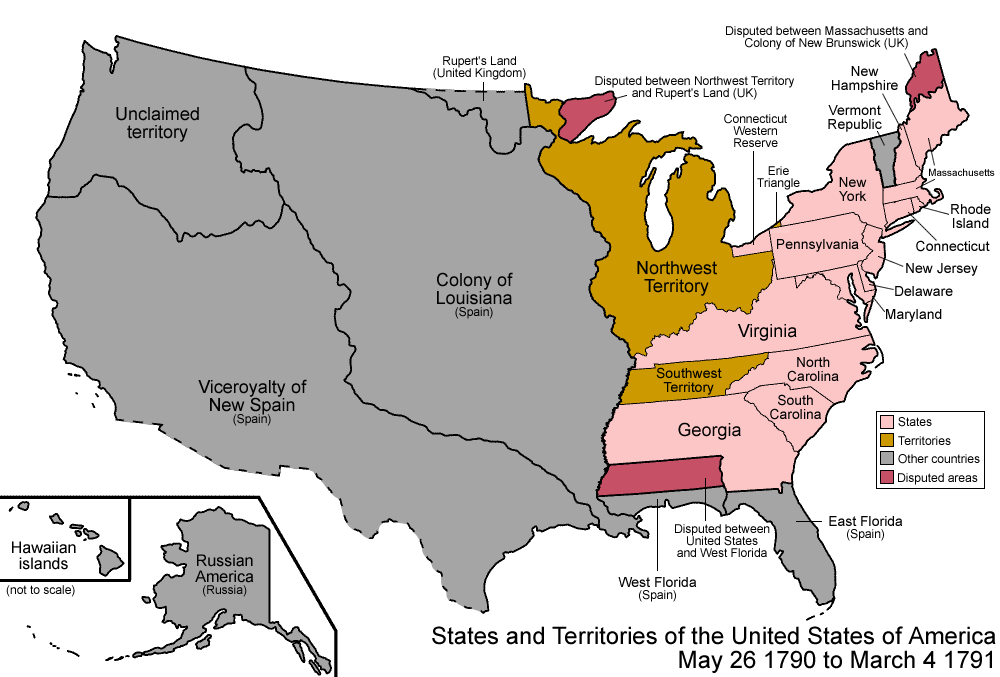
26 mai 1790 - 4 mars 1791

- 26 mai : l'Ordonnance du Sud-Ouest organise le Territoire du Sud-Ouest, qui correspond à l'actuel État du Tennessee[3].
- 29 mai : le Rhode Island ratifie la Constitution des États-Unis et devient le treizième État des États-Unis.
- 20 juin : Thomas Jefferson et James Madison membres du Parti républicain-démocrate et Alexander Hamilton membre du Parti fédéraliste arrive à un accord : en échange du soutien par Hamilton de l'emplacement de la nouvelle capitale sur le Potomac, Madison accepte de ne pas être « difficile » dans son opposition à la reprise des dettes des États par le gouvernement fédéral ; c'est le « moment hamiltonien ».

16 juillet : Carte Animée montrant la progression territoriale de Washington, D.C

- 16 juillet : à la suite de l'accord du 20 juin 1790, une loi est votée pour le choix du site de construction du District de Columbia, la nouvelle capitale[4].

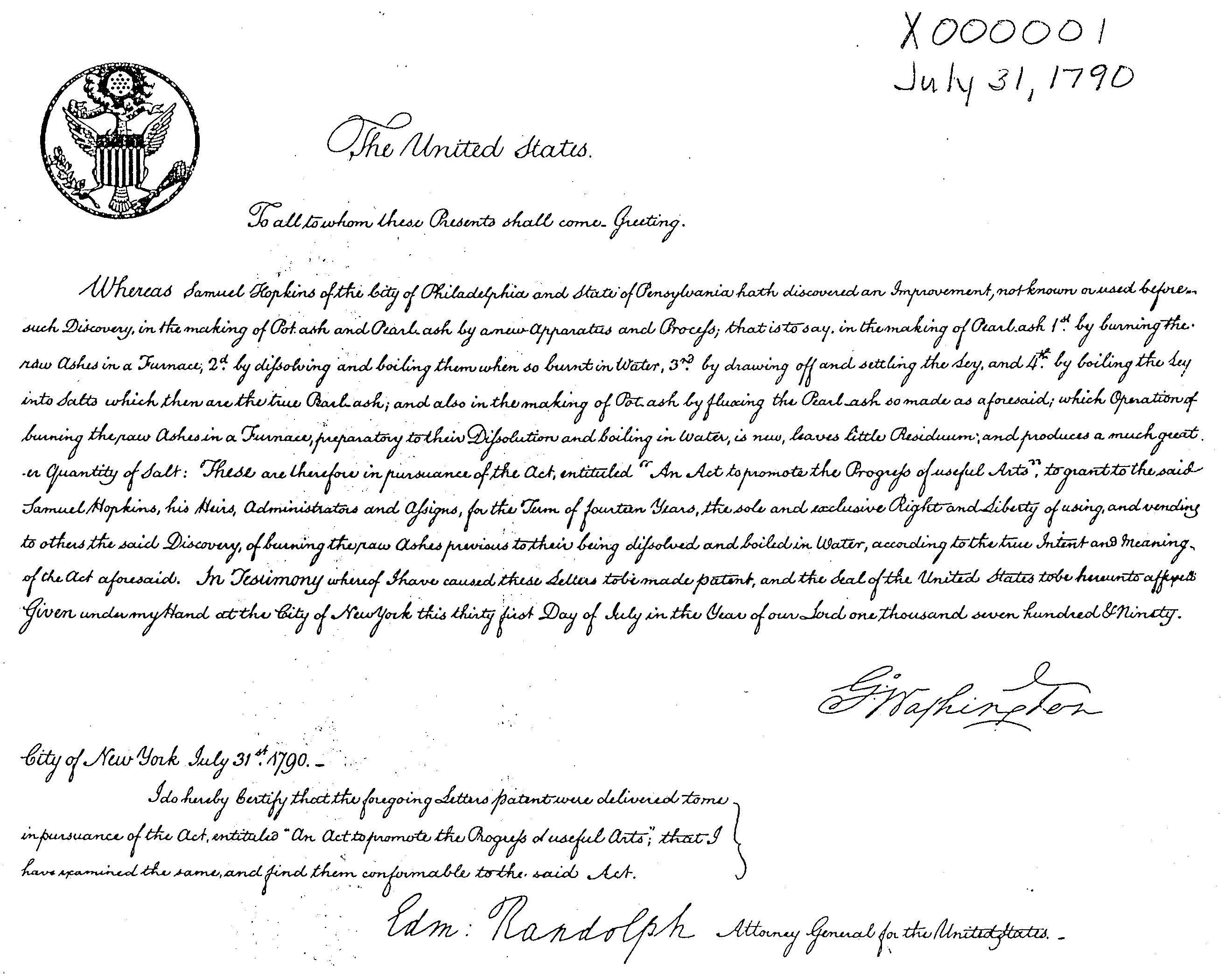
Premier brevet des États-Unis.

- 31 juillet : le premier brevet des États-Unis est obtenu par Samuel Hopkins pour un nouveau procédé de fabrication de la potasse[5].
- 2 août : le premier recensement tient place. Le recensement estime la population des États-Unis à 3.929.326 habitants dont  697.681 esclaves. New York compte 33 131 habitants[6]. Moins d’un million vivent dans des villes. 5,1 % des Américains vivent dans des villes de 2 500 habitants ou plus.
- 4 août : une nouvelle loi sur les droits de douane impose la création du Revenue Cutter Service. Jusqu’à la création de la Marine des États-Unis, près de 10 ans plus tard, le Cutter Service fut la seule force navale de la toute nouvelle république. Outre la perception des droits de douane, le Cutter Service assurait la défense côtière. Le Revenue Cutter Service fusionna en 1915 avec le Life-Saving Service pour former l'US Coast Guard.
- 7 août : traité de New York[7]. Pendant l'été 1790, vingt-six chefs creeks, conduits par Alexander McGillivray, se rendent à New York et signent un traité, au nom des Creeks des villes hautes, centrales et basses, ainsi que des Séminoles composant la Nation Creek. Par ce traité, les Creeks cèdent aux États-Unis une part importante de leurs territoires de chasse et acceptent de remettre aux autorités américaines les esclaves en fuite. De leur côté, les États-Unis reconnaissent aux Creeks le droit de punir ceux qui violeraient les frontières de leur territoire. Dans une close secrète de l'accord, McGillivray obtient une commission de brigadier-général de l'US Army et se voit accorder le droit d'importer des marchandises via le port espagnol de Pensacola sans s'acquitter des droits de douane américains[8].
- 18 octobre : à la bataille de Fort Wayne (Indiana), les Indiens Miamis du chef Michikinikwa (Petite Tortue) surprennent et battent le général de division Arthur Saint Clair, qui perd 610 de ses 1 300 hommes ; les Indiens ont 66 morts. C'est la pire défaite des États-Unis dans leurs guerres contre les Indiens.

- Le Sud des États-Unis produit un millier de tonnes de coton vers 1790 et compte 500 000 esclaves.
- En Louisiane espagnole, le gouverneur Esteban Rodríguez Miró interdit d'importer des esclaves des îles françaises.
- Le Budget de la république fédérale des États-Unis est votée pour la première fois.

## Naissances
- 29 mars : John Tyler, né à Greenway, Virginie, décès le 18 janvier 1862 à Richmond (Virginie), est le dixième président des États-Unis. Son mandat commence en 1841 au décès de W.H. Harrison dont il est le vice-président, et se termine en 1845.

## Décès

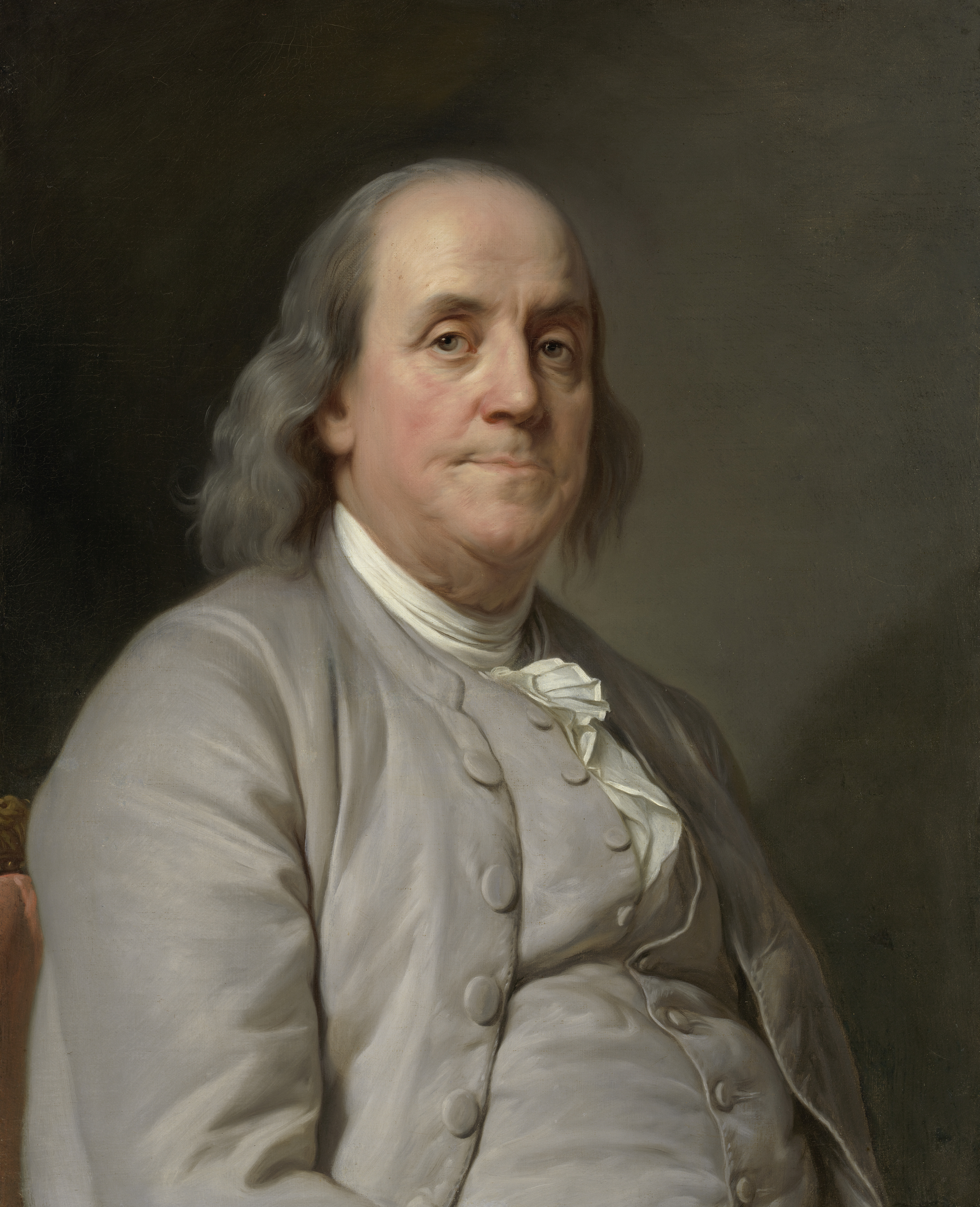
Benjamin Franklin vers 1785 par Joseph-Siffrein Duplessis.

- 17 avril : Benjamin Franklin, (né le 17 janvier 1706 à Boston), (décès à Philadelphie), est l'une des plus illustres figures de l'histoire américaine, à la fois écrivain, physicien et diplomate.
- 19 octobre : Lyman Hall, (né le 12 avril 1724), est l'un des Pères fondateurs des États-Unis, signataire de la Déclaration d'indépendance des États-Unis en tant que représentant de l'État de Géorgie.
- 6 novembre : James Bowdoin, (né le 7 août 1726) était un chef politique et intellectuel américain de Boston, Massachusetts pendant la révolution américaine. Après l'indépendance, il était gouverneur du Massachusetts. Son grand-père, Pierre Boudouin, était réfugié comme huguenot venant de France.

#### Articles généraux
- Histoire des États-Unis de 1776 à 1865
- Évolution territoriale des États-Unis
- Histoire de la Louisiane
- Réfugiés français de Saint-Domingue en Amérique